# FC Den Haag-ADO in het seizoen 1971/72
Het seizoen 1971/1972 was het 18e jaar in het bestaan van de Haagse betaaldvoetbalclub FC Den Haag-ADO. Vooraf het seizoen fuseerde de club met Holland Sport en ging verder onder de naam FC Den Haag-ADO. De club kwam uit in de Eredivisie en eindigde daarin op de vijfde plaats. Tevens deed de club mee aan het toernooi om de KNVB beker, hierin werd in de finale verloren van Ajax (2–3). In de UEFA Cup werd de club in de tweede ronde uitgeschakeld door het Engelse Wolverhampton Wanderers FC.

## Wedstrijdstatistieken

### Eredivisie
|       | Ajax  | FC Den Bosch '67 | DWS   | Excelsior | Feyenoord | Go Ahead | FC Groningen | MVV   | NAC   | N.E.C. | PSV   | Sparta | Telstar | FC Twente '65 | FC Utrecht | Vitesse | Volendam |
| ----- | ----- | ---------------- | ----- | --------- | --------- | -------- | ------------ | ----- | ----- | ------ | ----- | ------ | ------- | ------------- | ---------- | ------- | -------- |
| Thuis | 1 – 2 | 2 – 1            | 2 – 0 | 3 – 0     | 1 – 2     | 2 – 0    | 5 – 0        | 3 – 3 | 2 – 1 | 4 – 0  | 1 – 1 | 1 – 1  | 2 – 2   | 0 – 0         | 1 – 1      | 4 – 0   | 4 – 0    |
| Uit   | 1 – 0 | 2 – 3            | 0 – 1 | 1 – 1     | 2 – 1     | 2 – 3    | 1 – 2        | 2 – 0 | 0 – 2 | 1 – 0  | 0 – 1 | 5 – 2  | 1 – 2   | 0 – 0         | 1 – 1      | 0 – 2   | 0 – 0    |

### KNVB beker
| 1e ronde                                           | AZ '67                                                     | 1 – 1 (0 – 0, 1 – 1) Na strafschoppen | FC Den Haag-ADO                            |
| 9 januari 1972 Plaats: Alkmaar Alkmaarderhout      | Zygmunt Schmidt 88'                                        |                                       | 69' Sjaak Roggeveen                        |
| 2e ronde                                           | MVV                                                        | 1 – 2 (1 – 1)                         | FC Den Haag-ADO                            |
| 12 februari 1972 Plaats: Maastricht De Geusselt    | Willy Brokamp 12'                                          |                                       | 10' Wietze Couperus 47' Sjaak Roggeveen    |
| Kwartfinale                                        | Sparta                                                     | 0 – 1 (0 – 0)                         | FC Den Haag-ADO                            |
| 15 maart 1972 Plaats: Rotterdam Stadion Feijenoord |                                                            |                                       | 58' Sjaak Roggeveen                        |
| Halve finale                                       | FC Den Haag-ADO                                            | 2 – 0 (2 – 0)                         | Wageningen                                 |
| 12 april 1972 Plaats: Utrecht Stadion Galgenwaard  | Hans van Eeden 10', 35'                                    |                                       |                                            |
| Finale                                             | Ajax                                                       | 3 – 2 (1 – 0)                         | FC Den Haag-ADO                            |
| 11 mei 1972 Plaats: Rotterdam Stadion Feijenoord   | Johan Cruijff 34' Gerrie Mühren 61' (pen.) Piet Keizer 85' |                                       | 68' Hans van Eeden 85' (pen.) Aad Mansveld |

### UEFA Cup
| 1e ronde                                               | FC Den Haag-ADO                                                                              | 5 – 0 (1 – 0) | Aris Bonnevoie                                       |
| 14 september 1971 Plaats: Den Haag Zuiderparkstadion   | Aad Kila 43' Sjaak Roggeveen 48', 81' Wietze Couperus 52' Aad Mansveld 72'                   |               |                                                      |
| 1e ronde                                               | Aris Bonnevoie                                                                               | 2 – 2 (0 – 1) | FC Den Haag-ADO                                      |
| 28 september 1971 Plaats: Luxemburg Stade Josy Barthel | Jacques Mousel 51' José da Silva 57'                                                         |               | 8' Aad Mansveld 61' Sjaak Roggeveen                  |
| 2e ronde                                               | FC Den Haag-ADO                                                                              | 1 – 3 (0 – 0) | Wolverhampton Wanderers FC                           |
| 20 oktober 1971 Plaats: Den Haag Zuiderparkstadion     | Harry Hestad 82'                                                                             |               | 63' Derek Dougan 74' Jim McCalliog 80' Kenny Hibbitt |
| 2e ronde                                               | Wolverhampton Wanderers FC                                                                   | 4 – 0 (1 – 0) | FC Den Haag-ADO                                      |
| 3 november 1971 Plaats: Wolverhampton Molineux Stadium | Derek Dougan 7' Kees Weimar 50' (e.d.) Aad Mansveld 58' (e.d.) Theo van der Burch 86' (e.d.) |               |                                                      |

## Statistieken FC Den Haag-ADO 1971/1972

### Eindstand FC Den Haag-ADO in de Nederlandse Eredivisie 1971 / 1972
| Stand | Gespeeld | Gewonnen | Gelijk | Verloren | Punten | Doelpunten voor | Doelpunten tegen |
| ----- | -------- | -------- | ------ | -------- | ------ | --------------- | ---------------- |
| 5e    | 34       | 17       | 10     | 7        | 44     | 59              | 33               |

### Topscorers
| #      | Naam             | Goal |
| ------ | ---------------- | ---- |
| 1.     | Sjaak Roggeveen  | 13   |
| 2.     | Harald Berg      | 11   |
| 3.     | Wietze Couperus  | 10   |
| 4.     | Aad Mansveld     | 9    |
| 5.     | Hans van Eeden   | 3    |
| 5.     | Harry Hestad     | 3    |
| 5.     | Joop Korevaar    | 3    |
| 5.     | René Pas         | 3    |
| 9.     | Dick Advocaat    | 2    |
| 10.    | Paul Roodnat     | 1    |
| 10.    | Thijs Wijngaarde | 1    |
| Totaal | Totaal           | 59   |

| #      | Naam            | Goal |
| ------ | --------------- | ---- |
| 1.     | Hans van Eeden  | 3    |
| 1.     | Sjaak Roggeveen | 3    |
| 3.     | Wietze Couperus | 1    |
| 3.     | Aad Mansveld    | 1    |
| Totaal | Totaal          | 8    |

| #      | Naam            | Goal |
| ------ | --------------- | ---- |
| 1.     | Sjaak Roggeveen | 3    |
| 4.     | Aad Mansveld    | 2    |
| 3.     | Wietze Couperus | 1    |
| 3.     | Harry Hestad    | 1    |
| 3.     | Aad Kila        | 1    |
| Totaal | Totaal          | 8    |

## Voetnoten
Ajax ·
FC Den Bosch '67 ·
DWS ·
Excelsior ·
Feyenoord ·
Go Ahead Eagles ·
FC Groningen ·
FC Den Haag-ADO ·
MVV ·
NAC ·
N.E.C. ·
PSV ·
Sparta ·
Telstar ·
FC Twente '65 ·
FC Utrecht ·
Vitesse ·
Volendam